# ナッシング・トゥー・マッチ・ジャスト・アウト・オブ・サイト
ナッシング・トゥー・マッチ・ジャスト・アウト・オブ・サイト（原題：Nothing Too Much Just Out Of Sight）は、2008年にザ・ファイヤーマンが発表した楽曲。

## 概要
タイトルの「Nothing Too Much Just Out Of Sight（大した事無い、ただ見えないだけ）」は、ジミー・スコットがよく口にする文句から引用したもの。

歌詞はヘザー・ミルズとの離婚に誘発されたものだと推測されている。ポールは借りてきた詩集の数冊からフレーズを拾い集めて歌詞を構成して行った。

## 2013年のバージョン
2013年に、ザ・ブラッディー・ビートルーツとのコラボレーションでこの曲が再録音され、シングルとして発売された。なお、その時のタイトルは「アウト・オブ・サイト」であった。